# Mühltalstraße 132
Die Landhausvilla in der Mühltalstraße 132 ist ein Bauwerk in Darmstadt-Eberstadt.

## Geschichte und Beschreibung
Die Landhausvilla wurde um das Jahr 1900 erbaut.
Stilistisch gehört das Gebäude zum kubistischen Bautyp; mit einem runden Turmanbau mit Helmdach.
Ein quadratischer Verandaanbau besitzt ein gotisierendes Sandsteingeländer.
Die Fassade des zweieinhalbgeschossigen Wohnhauses ist in Putz-Sandstein ausgeführt.
Das Obergeschoss ist in Fachwerk ausgebildet; war jedoch originär verschindelt.
Das schiefergedeckte Krüppelwalmdach ziert ein schmiedeeiserner Dachreiter.
Die bastionartige Terrasse wird durch eine Mauer aus Natursteinquadern gestützt.
Die Remise wurde in gleicher Mauertechnik mit biberschwanzgedeckten Zinnen errichtet.

## Denkmalschutz
Die Landhausvilla mit der Remise ist aus architektonischen, baukünstlerischen und stadtgeschichtlichen Gründen ein Kulturdenkmal.